# قاعدین
قاعدین گروهی از مسلمانان بودند که نه تابع فرقه عثمانیه. قاعدین به دو دسته حلیسیه و معتزله تقسیم بندی می‌شدند.